# Procopius aethiops
Procopius aethiops is een spinnensoort uit de familie van de loopspinnen (Corinnidae).
De wetenschappelijke naam van de soort werd in 1899 gepubliceerd door Tord Tamerlan Teodor Thorell.